# Damien Le Tallec
Damien Le Tallec (* 19. April 1990 in Poissy, Département Yvelines) ist ein momentan vereinsloser französisch-russischer Fußballspieler.

## Karriere

### Verein
Damien Le Tallec begann seine Fußballkarriere in der Jugend von Le Havre AC, ehe er im Jahr 2005 zu Stade Rennes wechselte. 2007 unterschrieb er dort seinen ersten Profivertrag und spielte in der 2. Mannschaft.
Zur Saison 2009/10 wechselte er ablösefrei in die Fußball-Bundesliga zu Borussia Dortmund, kam aber zunächst nur in der zweiten Mannschaft des BVB zum Einsatz, für die er am 26. September im Auswärtsspiel gegen die zweite Mannschaft des VfB Stuttgart seinen ersten Pflichtspieltreffer erzielte. Im folgenden Heimspiel gegen den SV Wehen Wiesbaden traf er erneut. Sein Debüt in der Fußball-Bundesliga gab Le Tallec am 9. Spieltag im Revierderby gegen den VfL Bochum, als er in der 46. Minute für Nelson Valdez eingewechselt wurde. Am 2. Dezember 2010 kam er im 3:0-Heimsieg über Karpaty Lwiw in der UEFA Europa League zu seinem ersten internationalen Einsatz, als er in der 80. Minute für Kevin Großkreutz eingewechselt wurde. Mit der Mannschaft wurde er 2011 Deutscher Meister. Insgesamt absolvierte er acht Pflichtspiele für die Profis des BVB.
Am 31. Januar 2012 wechselte Le Tallec zurück nach Frankreich und unterschrieb beim FC Nantes in der Ligue 2 einen bis zum Sommer 2014 laufenden Vertrag. Ende August 2012 wechselte er in die Ukraine und unterschrieb einen Zweijahresvertrag beim Erstligisten und Aufsteiger FC Hoverla-Zakarpattya Uschhorod. Er verließ den Club, der infolge der Ukraine-Krise in Zahlungsschwierigkeiten geraten war, im Sommer 2014 und schloss sich dem russischen Verein Mordowija Saransk an. Auch dieser Verein steckte in finanziellen Schwierigkeiten, sodass man Le Tallec im Januar 2016 an FK Roter Stern Belgrad verkaufte, um Transfererlöse zu erzielen. Mit Roter Stern wurde Le Tallec 2016 und 2018 serbischer Meister.
Nach 76 Ligaeinsätzen verließ er den Verein im Sommer 2018 und wechselte in die französische Ligue 1 zum HSC Montpellier, bevor er nach einer zweimonatigen Sperre, nach einem Foul, bei dem er dem Gegner in die Genitalien trat, im Sommer 2021 in die griechische Super League zum AEK Athen wechselte. Anschließend folgten die Stationen Torpedo Moskau sowie in der Heimat beim FC Sochaux. Zuletzt war er bis Ende 2023 für den Hà Nội FC in Vietnam aktiv, spielte dort aber nur fünf Partien in der AFC Champions League und wurde nicht im Ligabetrieb eingesetzt.

### Nationalmannschaften
Le Tallec spielte bis 2009 für diverse französischen Jugendnationalmannschaften und erzielte dort in 44 Partien insgesamt 25 Treffer.

## Erfolge
- Deutscher Meister: 2011
- Serbischer Meister: 2016, 2018

## Sonstiges
Er ist der jüngere Bruder von Anthony Le Tallec (* 1984), der momentan als Co-Trainer der Reservemannschaft des AC Le Havre arbeitet. Sein Cousin Florent Sinama-Pongolle (* 1984) war ebenfalls Profifußballer und spielte u. a. für Sporting Lissabon und bei Atlético Madrid.